# 美国休伦大学伦敦分校
美国休伦大学伦敦分校（Huron University USA in London，簡稱休伦大学 Huron University）是英國倫敦的一所私立大學，座落於羅素廣場。大學提供美式的高等教育，在倫敦市中心為來自50個國家的350名學生提供服務。
分校於1989年開幕，本來是1883年創校的美國休伦大学的分校。後來於1990年代自美國的母校獨立（母校休伦大学也已於2005年關閉）。校園在2004年搬遷至現在布盧姆茨伯里的校址。

## 外部連結
- Official website of Huron University USA in London （页面存档备份，存于）